# Tarsius supriatnai
El tarsero de Jatna (Tarsius supriatnai) es una especie de primate tarsiforme endémica de la isla de Célebes, Indonesia. Habita al noreste de la isla y sus poblaciones se distinguen de otros tarseros por las vocalizaciones.